# Circuit du Finistère
Le Circuit du Finistère est une course cycliste française, organisée de 1919 à 1963 à Morlaix dans le Finistère.
Les quatre premières éditions, de 1919 à 1922, plus celles de 1947 et de 1952 étaient des éditions à étapes et les trois dernières, de 1960, 1962 et 1963, furent consacrées aux amateurs et indépendants toutes catégories.

## Palmarès
| Année | Vainqueur           | Deuxième           | Troisième          |
| ----- | ------------------- | ------------------ | ------------------ |
| 1919  | José Pelletier      | Marcel Gobillot    | Pierre Le Doare    |
| 1920  | Marcel Godard       | José Pelletier     | Émile Lejeune      |
| 1921  | Robert Reboul       | Hilaire Hellebaut  | Gaston Bohin       |
| 1922  | Raoul Petouille     | Marcel Huot        | Marie Aubry        |
| 1946  | André Mahé          | ?                  | ?                  |
| 1947  | Louison Bobet       | Roger Lambrecht    | Guy Butteux        |
| 1948  | Marcel Doré         | Noël Draoulec      | Jean Erussard      |
| 1951  | ?                   | Camille Clerambosq | ?                  |
| 1952  | René Lepêcheur      | Roger Lambrecht    | Camille Clerambosq |
| 1954  | Germain Mercier     | Joseph Le Cadet    | Norbert Esnault    |
| 1955  | Maurice Pelé        | Pierre Gaudot      | André Ruffet       |
| 1956  | Albert Bouvet       | Joseph Thomin      | Joseph Morvan      |
| 1957  | René Fournier       | Tino Sabbadini     | André Dupré        |
| 1958  | Jean-Claude Annaert | Francis Siguenza   | Serge David        |
| 1959  | Max Bléneau         | Jean Bourlès       | Félix Lebuhotel    |
| 1960  | Roland Mangeas      | Yves Trolez        | Francis Bazire     |
| 1962  | François Hamon      | Roger Troadec      | Andrew Cunningham  |
| 1963  | Jean Bourlès        | Jean Gillet        | Marcel Floc'hlay   |